# Pleurodonte discolor
 (mars 2025).
Pleurodonte discolore
Espèce
Statut de conservation UICN

 LC  : Préoccupation mineure
Pleurodonte discolor, le Pleurodonte discolor, est une espèce de gastéropodes endémique de la Martinique, de la famille des Pleurodontidae. Avec une coquille dont la plus grande longueur peut dépasser 4 cm, cette espèce est le plus gros des escargots indigènes de l’île.

## Description
Le Pleurodonte discolor est un escargot à coquille déprimée, formée de quatre tours et demi, dessinant un ovale dans le plan orthogonal à l’axe d’enroulement. La spire est convexe, obtuse, à apex presque aplati. Le dernier tour est convexe ou légèrement caréné, et développe une gibbosité sur son flanc supérieur à proximité de l’ouverture,.
La coquille est brillante, d’aspect grossièrement lisse, mais présentant dans le détail un relief de lignes de croissance et d'ondulations obliques opisthoclines ainsi qu'un microrelief de stries spirales discontinues.
L'ouverture est de forme ovale – obronde. Elle présente un péristome réfléchi se renversant vers l’extérieur pour former un bandeau en relief. Dans la partie basale de l’ouverture, l’épaississement du péristome forme une callosité transverse peu épaisse plus ou moins sinueuse.
La coquille est brun jaune à brun foncé, avec une périphérie soulignée d’un contraste entre une bande inférieure sombre et supérieure claire. La coquille est longue de 3 à un peu plus de 4 cm dans son plus grand diamètre, et haute d’environ ou d’un peu plus de 2 cm.
|  |
|  |

Le corps de l’animal est d’un brun verdâtre pâle .

## Répartition
L’espèce est endémique de la Martinique.
Le Pleurodonte discolor est mentionné de Cayenne et de l'île de Trinidad au début du XIXe s.. L'espèce est aujourd'hui absente de ces deux localités,. Sa présence à Cayenne reste toutefois attestée au milieu du XIXe s.. Cette situation est interprétée comme celle d'une espèce introduite de Martinique n’ayant pas fondé de peuplement pérenne.

## Habitat
L’espèce est présente sur l’ensemble de la Martinique où elle est commune,. Elle fréquente les forêts mésophile et hygrophiles. Selon Mazé, c’est dans les terrains bas et humides que la coquille acquiert ses plus grandes dimensions.

## Écologie
L’espèce est phytophage. C’est une espèce forestière plutôt nocturne, présente sous les détritus et les feuilles des plantes basses dont elle se nourrit.

## Consommation
Des coquilles de Pleurodonte discolor sont présentes dans le registre archéologique de la Martinique. Le nombre important de coquilles recueillies dans les dépotoirs de villages amérindiens suggère la consommation de ces escargots par les populations passées de l’île.

## Systématique
Le nom valide complet (avec auteur) de ce taxon est Pleurodonte discolor (A. Férussac, 1821).
L’espèce a été initialement décrite en 1821 par Férussac sous le protonyme d’Helix discolor. Son épithète spécifique, discolor, fait référence aux bandes de couleur contrastées qui soulignent la périphérie du dernier tour de coquille.
Ce taxon porte en français le nom vernaculaire ou normalisé de Pleurodonte discolor.
Pleurodonte discolor a pour synonyme Helix discolor.